# Анвар-уд-дин
Анвар-уд-дин-хан, также известен как Мухаммад Анваруддин (урду انورالدین خان‎‎; 
1672 — 3 августа 1749) — южноиндийский правитель и военный деятель, 1-й наваб (набоб) княжества Карнатика (Аркот) 2-й династии, сыгравший ключевую роль в первых двух Карнатикских войнах. Могольский субадар Татты в Синде (1721—1733).
Его официальный титул — Амин ус-Султанат, Сирадж уд-Даула, Наваб Хаджи Мухаммад Джан-и-Джахан Анвар уд-Дин Хан Бахадур, Шахамат Джанг, Субадар Карнатика.

## Биография

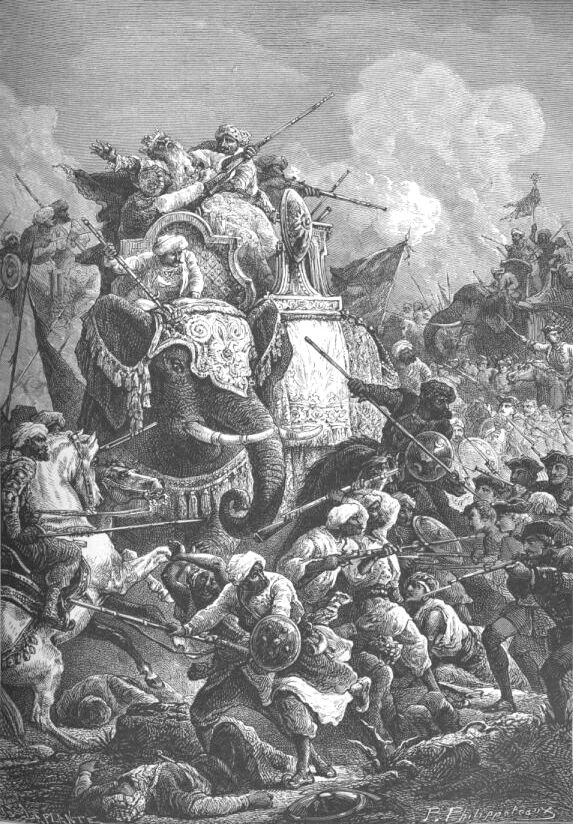
Смерть наваба Карнатика в битве против французов при Амбуре в 1749 году

Родился в Гопамау, Ауд, в 1672 году, был сыном Хаджи Мухаммад Анвара-уд-дин-хана (? — 1689). Достигнув определённого возраста, отправился в Дели, где поступил на службу в армию Империю Великих Моголов, где быстро поднялся по служебной лестнице, заняв высокое положение. Он также стал Йамин-ус-Султанатом (правой рукой) Асафа Джаха I, первого низама Хайдарабада, в 1724 году, когда тот стал фактически независимым правителем, и в год спустя, в 1725 году, стал губернатором Раджамандри. Анвар-уд-дин-хан стал министром Хайдарабада, фаудждаром Кораха и Джаханабада. Ему были пожалованы титулы: «Анвар уд-Дин Хан Бахадур» от императора Аурангзеба, «Шахамат Джанг» от императора Шаха Алама I, и «Сирадж уд-Даула» от императора Мухаммад-шаха. В 1743 году командовал армией низама против маратхов в битве при Тируччираппалли.
28 марта 1744 года Мухаммад Анвар-уд-дин был назначен фаудждаром Чикаколе, наибом субадаром и регентом Карнатаки в правление малолетнего наваба Саадатулла-хана II. После смерти последнего в июле 1744 года того же года — навабом Карнатики и основателем так называемой 2-й династии навабов Карнатаки. В отношениях с европейцами изначально поддерживал Британскую Ост-Индскую компанию, хотя пытался поддерживать мир и с французами.
В период Первой Карнатикской войны (1746—1748) Анвар-уд-дин потерпел неудачу в попытке примирить англичан и французов. В 1746 году французы и англичане боролись за то, чтобы добиться превосходства друг над другом в Индии. Карнатака стала ареной их взаимной борьбы.
Французы, стремясь уменьшить влияние англичан в Карнатике, поддержали другого претендента на навабский престол, Чанду Сахиба.
В 1746 году французы захватили британский город-порт Мадрас, но не смогли взять Куддалор. Мухаммад Анвар-уд-дин предупреждал обе стороны не нападать друг на друга, но французы проигнорировали его предупреждение. Французский генерал-губернатор Индии Жозеф-Франсуа Дюплекс решил успокоить Анвар-уд-дина и предложил ему Мадрас.
Но после захвата Мадраса Жозеф-Франсуа Дюплекс отменил это предложение, и Мухаммад Анвар-уд-дин попытался захватить город у французов. В 1746 году он послал 10-тысячную армию под командованием своего сына Махфуз-хана. Армия наваба вступила в сражение с 300 французами и 700 французских сипаев на берегах реки Адьяр. В битве при Адьяре решительная победа французов продемонстрировала эффективность хорошо подготовленных европейских войск в борьбе с плохо обученными индийскими солдатами.
Мухаммад Анвар-уд-дин получил предложения о поддержке как от англичан, так и от французов, но поддержал англичан. Французы хотели уменьшить растущее влияние англичан в Карнатаке, поэтому они поддержали Хусейна Дост-хана (Чанда Сахиб), как законного наваба Карнатаки против Мухаммеда Анвар-уд-дина.
В то время как англичане и французы поддерживали своих соответствующих кандидатов на должность наваба, они также приняли сторону в конфликте вокруг наследования Низамов Хайдарабада. После смерти Низам-уль-Мулька в 1748 году возникло соперничество между Насиром Джангом, его вторым сыном, и Музаффаром Джангом, его внуком. Музаффар Джанг прибыл на юг с сильным войском и вступил в союз с Чанда Сахибом и французами.
Стареющий Наваб Мухаммад Анвар-уд-дин-хан, поддерживаемый англичанами, встретил французскую армию в Амбуре 3 августа 1749 года и был убит в сражении в возрасте 77 лет. Он был упомянут как самый старый солдат, погибший на поле боя в «Ripley’s believe it or not». Рипли заявил, что наваб скончался от огнестрельных ранений, но это не было проверено.

## Жены и дети
У Анвара-уд-дина было две жены. Его первой женой была Биби Сахиба, старшая дочь Шейха Абдула Вали. Его второй супругой стала Наваб Фахр ун-ниса Бегум Сахиба, племянница персидского принца Сайида Али Хана Сафави уль-Мусави. У него было пять сыновей и семь дочерей:
- Наваб Бадр уль-Ислам Хан Бахадур, Афрасияб Джанг. Наиб-вазир своего отца при императорском дворе в Дели. Был захвачен в плен французами в июле 1749 года.
- Наваб Мухаммад Махфуз Хан Бахадур. Фаудждар Кохира и насиб субадар Трихнополи (1744), наиб субадар Карнатаки (апрель 1744), капитулировал перед французами в июле 1749 года. Назим Аркота в 1750—1751 годах. Находился в ссылке в Хайдарабаде в 1751—1759 годах. Губернатор Мадуры и Тиннвелли (1759). В апреле 1750 году ему был пожалован титул Шахамата Джанга. Захвачен в плен и заключен в тюрьму в форте Тинневелли (1759—1760). Заключен в тюрьму в 1767—1769 годах.
- Умдат уль-Мульк, Сирадж уд-Даула, Наваб Гулам Мухаммад Али Хан Бахадур (7 июля 1717 — 13 октября 1795), наваб Карнатаки (1749—1795).
- Шикох уль-Мульк, Насир уд-Даула, Наваб Абдул Вахаб Хан Бахадур, Нусрат Джанг (? — 3 ноября 1803), талукдар Неллора (1744—1749), наиб субадар Неллора (1750—1751), отправился в ссылку в Хайдарабад (1751—1753), назим Аркота (1753—1757), наиб своего племянника Умдат уль-Умара (1757).
- Наваб Абдул Рахим Хан Бахадур, талукдар Мадуры (1749—1750)
- Наваб Мухаммад Наджибулла Хан Бахадур, талукдар Южного Аркота 1744—1749, захвачен и заключен в тюрьму французами (1749—1750), талукдар Неллора (1750—1751), отправился в ссылку в Хайдарабад 1751—1753, назим Неллора (1753—1757). Взбунтовался против своего брата в апреле 1757 года, затем принял французов в свой форт как друзей, но в следующем году убил их всех, кроме одного. Ему был пожалован титул Хана Бахадура в апреле 1750 года.
- Сахибзаде Мухаммад Камал уд-Дин Хан
- Сахибзади Нур ун-ниса Бегум
- Рахмани Бегум Сахиба
- Сахибзади Амир ун-ниса Бегум (Амира Бегум Сахиба)
- Сахибзади Карим ун-ниса Бегум (Наваб Хазрат Каму Бегум Сахиба
- Сахибзади Фатима Бегум (Би Бегум Сахиба)
- Сахибзади Ваджхат ун-ниса Бегум
- Амина Биби.